# Irm Hermann
Irmgard Hermann (München, 1942. október 4. – Berlin, 2020. május 26.) német színésznő.

## Fontosabb filmjei
Mozifilmek
- A vendégmunkás (Katzelmacher) (1969)
- Miért lett R. úr ámokfutó? (Warum läuft Herr R. Amok) (1970)
- Az amerikai katona (Der amerikanische Soldat) (1970)
- A zöldségkereskedő (Händler der vier Jahreszeiten) (1972)
- Petra von Kant keserű könnyei (Die bitteren Tränen der Petra von Kant) (1972)
- A félelem megeszi a lelket (Angst essen Seele auf) (1974)
- Küsters mama mennybemenetele (Mutter Küsters' Fahrt zum Himmel) (1975)
- Csillagkőudvar – bármi áron (Sternsteinhof) (1976)
- Woyzeck (1979)
- Végállomás (Endstation Freiheit) (1980)
- Lili Marleen (1981)
- Pókháló (Das Spinnennetz) (1989)
- Fülöp álma (Lippels Traum) (1991)
- Győzelem (Victory) (1996)
- Paradicsom – Hét nap, hét asszonnyal (Paradiso – Sieben Tage mit sieben Frauen) (2000)
- Tíz perc – Cselló (Ten Minutes Older: The Cello) (2002)
- A divat áldozata (Reine Geschmacksache) (2007)
- Egy berlini nő – Anonyma (Anonyma – Eine Frau in Berlin) (2008)
- Fák jú, Tanár úr! 3. (Fack ju Göhte 3) (2017)

Tv-filmek
- Forgó (Wildwechsel) (1973)
- Férfiak és egyéb katasztrófák (Männer und andere Katastrophen) (1999)
- Veszélyes házasság (Gefährliche Hochzeit) (1999)

Tv-sorozatok
- Egészen normális őrület (Der ganz normale Wahnsinn) (1979, egy epizódban)
- Berlin, Alexanderplatz (1980, két epizódban)
- Kisértethistóriák (Gespenstergeschichten) (1985, egy epizódban)
- Tetthely (Tatort) (1986–2016, négy epizódban)
- Berlini ügyvéd (Liebling Kreuzberg) (1988, egy epizódban)
- Specht tanár úr (Unser Lehrer Doktor Specht) (1992, egy epizódban)
- Mit einem Bein im Grab (1996–1998, 14 epizódban)
- A rendőrség száma 110 (Polizeiruf 110) (1997–1998, két epizódban)
- Viharos idők (Sturmzeit) (1999, egy epizódban)
- Charly – Majom a családban (Unser Charly) (2001, egy epizódban)
- Die Stein (2008–2011, 21 epizódban)
- A férfi a legjobb orvosság (Doctor's Diary – Männer sind die beste Medizin) (2011, három epizódban)
- Labaule & Erben (2018, hat epizódban)